# 石朝棟
石朝棟（?—?），福建省侯官縣人，清朝政治人物。同進士出身。
石朝棟為嘉慶二十二年（1817年）丁丑科三甲進士。道光二十四年（1844年）由福建延平府儒學教授調任臺灣府儒學教授。